# Epibolia
Epibolia – typ ruchu gastrulacyjnego, polegający na rozrastaniu się warstwy komórkowej, co prowadzi do obrastania, czyli pokrywania innej warstwy. Najczęściej zachodzi w wyniku spłaszczania i dzielenia się lub tylko dzielenia komórek ułożonych w nabłonek, a także w wyniku interkalacji.
Epibolia występuje zwykle jako proces uzupełniający inne sposoby gastrulacji (np. u płazów). Jako jedyny proces gastrulacji występuje bardzo rzadko (np. u żebropławów).